# Gerard de Jode

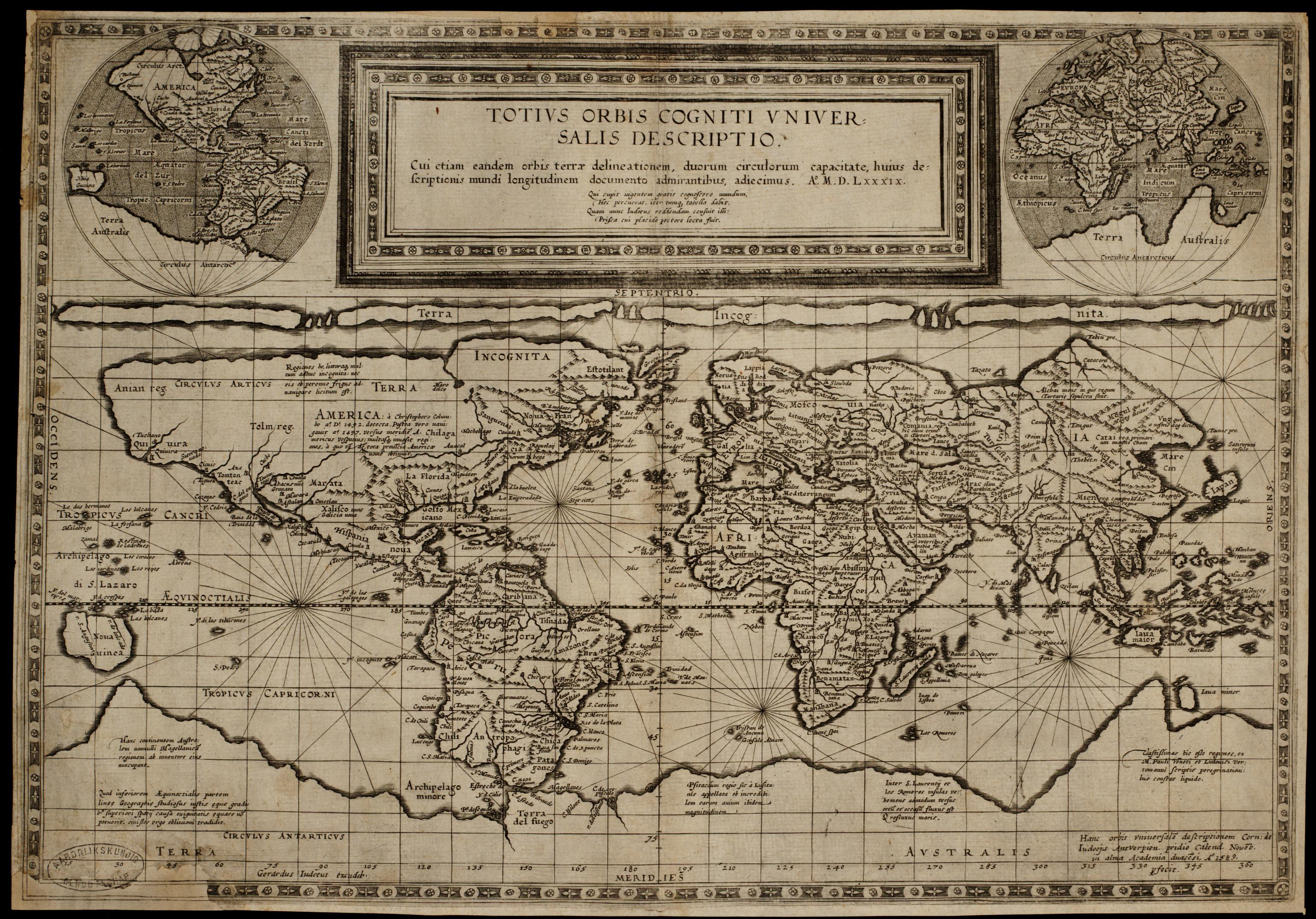
Totius Orbis cognitius Universalis Descriptio, Anvers, 1589, gravat de Gerard de Jode, imprès per Cornelis de Jode.

Gerard de Jode (Nimega, 1509 - Anvers, 1591) va ser un gravador, cartògraf i editor establert a Anvers, on en 1547 va ser admès en la «guilda» o gremi de Sant Lluc. Com a impressor i editor es va dedicar sovint a editar mapes d'altres cartògrafs, com Giacomo Gastaldi, Jacob van Deventer, Bartholomeus Musinus, Fernando Álvarez Sec i Abraham Ortelius, de qui va publicar el 1564 un mapa del món en vuit folis.
La seva obra més cèlebre és el Speculum Orbis Terrarum, un atles en dos volums publicat el 1578. Destinat a competir amb el Theatrum Orbis Terrarum de Ortelius, editat vuit anys abans, no va aconseguir arribar a la popularitat del seu competidor, tot i la qualitat del treball realitzat i són molt pocs els exemplars que se'n conserven.
Gerard de Jode encara va preparar algunes planxes per a una edició ampliada que va quedar incompleta a la seva mort. Es va encarregar de completar el treball el seu fill Cornelis de Jode, qui el 1593 va publicar la nova edició amb el títol Speculum Orbis Terrae. La nova edició tampoc es va vendre bé i mai va ser reeditat.